# USS Saratoga (CV-60)
La USS Saratoga (nome d'identificazione CV-60), appartenente alla classe Forrestal, è stata una delle prime superportaerei della US Navy e la sesta nave dedicata alla battaglia di Saratoga.
Nel 1986 alcuni suoi aerei contribuirono al bombardamento della Libia (operazione Attain Document) e nel 1990 partecipò all'operazione Desert Storm. Nell'autunno del 1992, durante l'esercitazione NATO  Display Determination, tenutasi nel golfo di Saros, nel Mar Egeo, la portaerei USS Saratoga lanciò due missili AIM-7 Sparrow che colpirono il cacciatorpediniere della marina militare turca Muavenet. L'incidente costò la vita a parecchi ufficiali turchi, mentre altri militari a bordo furono gravemente feriti.
La portaerei fu ritirata dal servizio, dopo quasi 40 anni, nel 1994.